# ヒカルイマイ
ヒカルイマイは、日本の競走馬。後方一気の追い込み戦法で、1971年の皐月賞、東京優駿（日本ダービー）に優勝し、中央競馬のクラシック二冠を制した。同年の最優秀4歳牡馬。主戦騎手は田島良保。二冠獲得後、菊花賞目前で屈腱炎を発症し、2年休養後そのまま引退した。サラ系が二冠馬にまで成り上がる生き様から、この馬は風雲児と呼ばれた。

## 生涯
馬齢は当時の表記に統一する。

### 出自
生産者の中田次作は競走馬専門の牧場主ではなく、一農家であった。米作のかたわらで競走馬を生産していたため放牧地と呼べる敷地はなく、家族経営で手も掛けられないため、ヒカルイマイは常に家の裏にある沢に放されていた。馴致もまったく行われず、こうした環境からヒカルイマイは非常に気性の荒い馬に育った。
父のシプリアニは、今日では本馬やトウメイの父として知られるが、当時はまださしたる実績を挙げておらず、母セイシュンは地方競馬で4戦未勝利の凡馬、さらに母系をたどると、5代母にミラという、輝かしい実績を残しながらも血統不詳の「サラ系」という牝馬にたどり着く血統だった。このためにヒカルイマイは純粋なサラブレッドと認められず、サラブレッド系種（サラ系）とされた。
種々の要素が嫌われて買い手が付かず、2歳時に上場されたセリ市でも売れなかった。廃馬を引き取るトラックがやって来る日になって、馬主となる鞆岡達雄が現れ購買を申し出る。ヒカルイマイの評価額は200万円であったが、鞆岡は肋骨が1本陥没していることを指摘し、50万円減額の150万円、さらに「半額は新馬戦に勝ったら改めて支払う」として、75万円で買い取っていった。

### 戦績
競走年齢に達し栗東トレーニングセンターの谷八郎厩舎に入ると、まず鞍置きなどの馴致から行われた。その後調教が積まれ、3歳10月に田島良保を鞍上にデビューを迎える。 単勝5番人気という評価だったが、2着馬に5馬身差を付けて圧勝、初戦勝利を挙げた。このとき、馬主の鞆岡から生産者の中田へ「肋骨一本分」の75万円が改めて支払われた。
その後は2戦を連勝、続く京都3歳ステークス、オープン競走で2着とし、5戦3勝・2着2回という成績で3歳シーズンを終えた。
明けて4歳となると、3戦目に出走したきさらぎ賞において重賞初勝利を収める。その後オープン戦2着、スプリングステークス4着として、皐月賞を迎えた。当日は単勝4番人気となり、後方から直線だけで先行馬を抜き去り優勝。人馬ともに初のクラシック制覇を果たした。続くダービートライアル・NHK杯も追い込みでダコタをクビ差かわして優勝し、6月13日の東京優駿に臨んだ。

#### 第38回東京優駿
この年の東京優駿は史上5番目に多い28頭の出走馬を揃え行われた。ヒカルイマイは皐月賞馬にもかかわらず、NHK杯2着のダコタに単勝1番人気を譲り、同2番人気となる。ただし、ダコタも単勝オッズは4.7倍と絶対的な本命視をされていたわけではなく、混戦模様を呈していた。鞍上の田島はこれがダービー初騎乗であった。
当時、一般の競走よりもはるかに多い頭数で行われていたダービーは、後方からレースを進めると先行馬群を捌くだけでも大きな不利となるため、「第1コーナーを10番手以内で回らなければ勝てない」という格言があり、これが「ダービーポジション」と呼ばれていた。しかしヒカルイマイはスタートで立ち後れ、第1コーナー通過時点で23 - 24番手という後方からのレースとなった。
道中は比較的スローペースで流れて向正面まで進み、ヒカルイマイは第3コーナーでさらに遅れて後方27番手まで位置を下げた。そして第4コーナーを回る際、田島はヒカルイマイを大外に持ち出し、最後の直線に入った。逃げたシバクサが失速したところを、2番手に付けていた藤本勝彦騎乗のハーバーローヤルが交わして先頭に立ち、そのまま流れ込みを図る。その後方でヒカルイマイは猛追を始め先行馬を次々と交わしていくと、そのままの勢いで一気にゴールまで走り抜け、2着ハーバーローヤルに1馬身4分の1の差を付けて優勝を果たした。
直線だけで22頭を抜き去っての優勝は過去に例がなく、「ダービーポジション」をまったく無視してのレースであった。この勝利により、田島は中央競馬(JRA)開催となって以降では最年少(23歳7か月)のダービージョッキーとなった。競走後、ダービー初騎乗初勝利の感想と、奇抜な戦法を採った理由を訊かれた田島は「東京の2,400mのレースに乗っただけ。それがたまたまダービーだった」「初めてのダービーに乗るのではなく、ヒカルイマイに乗るんだ、と自分に言い聞かせました。後は馬の力を信じて思い切って乗ってこよう、とそれだけでした」と述べた。これはのちに「僕はダービーに乗ったんじゃない、ヒカルイマイに乗ったんだ」という言葉に要約され、この競走とヒカルイマイが語られる際に、ほぼ必ず引用されるようになった。これは謙虚な発言だったが、語り継がれるにつれ、傲慢な発言と捉えられてしまっている。

#### 屈腱炎発症、引退
ダービーのあとは3か月の休養を取り、秋に復帰したが、緒戦を3着、菊花賞トライアルの京都新聞杯では9着に敗れる。その後は菊花賞を目標に調整されていたが、競走前に屈腱炎を発症し、長期休養に入った。その後は復帰の噂が流れるも、そのころにはダービー後から聞かれていた馬主の名義貸し疑惑などが、マスコミ記者などの間で頻繁に噂されるようになっており、復帰という話も延び延びになってゆく。最終的には2年間の休養後、脚元の回復が思わしくなく引退。北海道の新冠町で種牡馬入りが決定した。

### 競走馬引退後
種牡馬としてはサラ系という血統が影響し、皐月賞、ダービーを勝った二冠馬にもかかわらず種付け希望は極端に少なかった。さらに誕生した産駒に牝馬が多かったこともあり生産者に敬遠され、これという活躍馬のないまま、1978年には種付けがゼロとなった。一時は余生が危ぶまれた時期もあったが、競走馬時代に管理した谷八郎の計らいで、鹿児島県大崎町にあるニルキング牧場に移送。そこの牧場長である服部文男氏の愛情で種牡馬として再スタート。九州産馬の期待の星となる。
また同牧場が畜産も行っていたことで、ヒカルイマイが屠殺されるのではないかと懸念した一般ファン有志による「ヒカルイマイの会」が結成され、集められた金が年に数回、飼料代として牧場に仕送りされていた。会から「種付け相手」の購入資金が送られたこともあり、これを元手にハシアサギリという牝馬が買われ、ヒカルイマイとの間に2頭の牝駒を残している。
1992年7月21日、心臓麻痺のため服部牧場にて死去。その死後、「ヒカルイマイの会」が緊急時に備えて積立ていた余剰金560万円が牧場に送られ、11月3日、同牧場内に墓碑が建立された。

## 競走成績
| 年月日 | 年月日 | 年月日 | 競馬場 | レース名        | 頭数 | 人気 | 着順 | 距離（状態）  | タイム | 着差    | 騎手     | 斤量 [kg] | 勝ち馬/（2着馬）     |
| ------ | ------ | ------ | ------ | --------------- | ---- | ---- | ---- | ------------- | ------ | ------- | -------- | --------- | -------------------- |
| 1970   | 10.    | 11     | 京都   | 3歳新馬         | 16   | 5    | 1着  | 芝1200m（良） | 1:14.7 | 5身     | 田島良保 | 52        | （キョウマツカゼ）   |
|        | 10.    | 25     | 京都   | なでしこ賞      | 21   | 1    | 1着  | 芝1400m（良） | 1:25.7 | 5身     | 田島良保 | 52        | （エバーホープ）     |
|        | 11.    | 14     | 京都   | 3歳オープン     | 5    | 1    | 1着  | 芝1400m（良） | 1:24.7 | 1 1/4身 | 田島良保 | 54        | （ヤマニカブトオー） |
|        | 11.    | 29     | 京都   | 京都3歳S        | 12   | 2    | 2着  | 芝1600m（重） | 1:42.6 | 2 1/2身 | 田島良保 | 54        | シバクサ             |
|        | 12.    | 26     | 阪神   | 3歳オープン     | 6    | 1    | 2着  | 芝1400m（良） | 1:26.1 | アタマ  | 田島良保 | 55        | ヒデオーギ           |
| 1971   | 1.     | 24     | 京都   | シンザン記念    | 9    | 2    | 4着  | 芝1600m（重） | 1:43.6 | 1.3秒   | 田島良保 | 54        | フィドール           |
|        | 2.     | 7      | 京都   | さざんか賞      | 5    | 3    | 2着  | 芝1800m（良） | 1:53.1 | 1 1/4身 | 田島良保 | 55        | シングン             |
|        | 2.     | 21     | 中京   | きさらぎ賞      | 9    | 2    | 1着  | 芝1800m（良） | 1:50.1 | 4身     | 田島良保 | 55        | （ロングワン）       |
|        | 3.     | 27     | 中山   | 4歳オープン     | 7    | 2    | 2着  | 芝1600m（不） | 1:38.0 | 2 1/2身 | 田島良保 | 56        | コーヨー             |
|        | 4.     | 11     | 中山   | スプリングS     | 9    | 3    | 4着  | 芝1800m（重） | 1:52.4 | 0.3秒   | 田島良保 | 56        | メジロゲッコウ       |
|        | 5.     | 2      | 中山   | 皐月賞          | 14   | 4    | 1着  | 芝2000m（良） | 2:03.4 | 1 3/4身 | 田島良保 | 57        | （バンライ）         |
|        | 5.     | 23     | 東京   | NHK杯           | 19   | 2    | 1着  | 芝2000m（良） | 2:02.8 | クビ    | 田島良保 | 56        | （ダコタ）           |
|        | 6.     | 13     | 東京   | 東京優駿        | 28   | 2    | 1着  | 芝2400m（稍） | 2:31.6 | 1 1/4身 | 田島良保 | 57        | （ハーバーローヤル） |
|        | 9.     | 11     | 札幌   | 4歳以上オープン | 13   | 1    | 3着  | 芝1800m（良） | 1:54.0 | 0.9秒   | 井高淳一 | 58        | オンワードガイ       |
|        | 10.    | 24     | 京都   | 京都新聞杯      | 14   | 2    | 9着  | 芝2000m（良） | 2:03.7 | 0.9秒   | 田島良保 | 57        | ニホンピロムーテー   |

## 脚質
後方一気の戦法は「電撃の差し脚」とも称され、ヒカルイマイの代名詞であった。こうした戦法を取った背景には、馬群に入ると走る気を失うという生来の気性があった。4着に敗れたスプリングステークスは、皐月賞に備えて先行策を試したが、結局は馬が反抗した結果であり、これを受けて田島は改めて、本番で追い込みに賭けることを決めたという。

## 後年の評価
2000年に日本中央競馬会 (JRA) が行った20世紀の名馬選定企画「20世紀の名馬大投票」では、ファン投票により第63位に選出された。また、2004年に同会の広報誌『優駿』誌上で行われた「記憶に残る名馬たち - 個性派ホースベスト10」という企画では、5人の識者による投票で1950年代から1970年代の追い込み馬部門で第1位（ファン投票では部門総合10位）に選出されている。

## 血統表
| ヒカルイマイの血統（ナスルーラ系 / Man o'War5×4=9.38%） | ヒカルイマイの血統（ナスルーラ系 / Man o'War5×4=9.38%） | ヒカルイマイの血統（ナスルーラ系 / Man o'War5×4=9.38%） | （血統表の出典）                 | （血統表の出典）      |
| 父 *シプリアニ Cipriani 1958 黒鹿毛                     | 父の父Never Say Die 1951 栗毛                           | Nasrullah                                               | Nearco                           | Nearco                |
| 父 *シプリアニ Cipriani 1958 黒鹿毛                     | 父の父Never Say Die 1951 栗毛                           | Nasrullah                                               | Mumtaz Begum                     |                       |
| 父 *シプリアニ Cipriani 1958 黒鹿毛                     | 父の父Never Say Die 1951 栗毛                           | Singing Grass                                           | War Admiral                      | War Admiral           |
| 父 *シプリアニ Cipriani 1958 黒鹿毛                     | 父の父Never Say Die 1951 栗毛                           | Singing Grass                                           | Boreale                          |                       |
| 父 *シプリアニ Cipriani 1958 黒鹿毛                     | 父の母Carezza 1953 鹿毛                                 | Rockefella                                              | Hyperion                         | Hyperion              |
| 父 *シプリアニ Cipriani 1958 黒鹿毛                     | 父の母Carezza 1953 鹿毛                                 | Rockefella                                              | Rockfel                          |                       |
| 父 *シプリアニ Cipriani 1958 黒鹿毛                     | 父の母Carezza 1953 鹿毛                                 | Canzonetta                                              | Turkhan                          | Turkhan               |
| 父 *シプリアニ Cipriani 1958 黒鹿毛                     | 父の母Carezza 1953 鹿毛                                 | Canzonetta                                              | Madrigal                         |                       |
| 母 （サラ系）セイシユン 1954 栗毛                       | 母の父*ヴィーノーピュロー Vino Puro 1934 栗毛           | Polemarch                                               | The Tetrarch                     | The Tetrarch          |
| 母 （サラ系）セイシユン 1954 栗毛                       | 母の父*ヴィーノーピュロー Vino Puro 1934 栗毛           | Polemarch                                               | Pomace                           |                       |
| 母 （サラ系）セイシユン 1954 栗毛                       | 母の父*ヴィーノーピュロー Vino Puro 1934 栗毛           | Vainilla                                                | San Jorge                        | San Jorge             |
| 母 （サラ系）セイシユン 1954 栗毛                       | 母の父*ヴィーノーピュロー Vino Puro 1934 栗毛           | Vainilla                                                | Verona                           |                       |
| 母 （サラ系）セイシユン 1954 栗毛                       | 母の母（サラ系）安俊 1939 栗毛                          | 月友                                                    | Man o'War                        | Man o'War             |
| 母 （サラ系）セイシユン 1954 栗毛                       | 母の母（サラ系）安俊 1939 栗毛                          | 月友                                                    | *星友                            |                       |
| 母 （サラ系）セイシユン 1954 栗毛                       | 母の母（サラ系）安俊 1939 栗毛                          | （サラ系）竜玉                                          | *チャペルブラムプトン            | *チャペルブラムプトン |
| 母 （サラ系）セイシユン 1954 栗毛                       | 母の母（サラ系）安俊 1939 栗毛                          | （サラ系）竜玉                                          | （サラ系）第三ミラ (ntbミラ牝系) |                       |

近親にはシーエース（桜花賞優勝）、ランドプリンス（皐月賞優勝）といったサラ系のクラシックホースが名を連ね、ミラの牝系が並の純血サラブレッドを凌ぐ力を持っていたことをうかがわせる。しかし1980年代以降急激に勢力を失い、現在生き残っているミラの子孫はごくわずかである。